# Duurzaam beleggen
Duurzaam beleggen (ook wel maatschappelijk verantwoord beleggen of ethisch beleggen) is een vorm van investeren waarbij de geldverstrekker de gevolgen voor mens, natuur en milieu meeweegt.
De duurzame belegger verschaft een onderneming kapitaal in de verwachting deze som geld te vergroten. Tegelijkertijd voelt hij zich tevens verantwoordelijk voor de gevolgen van de bedrijfsvoering. Bij zijn investeringskeuze zal hij zich daarom niet alleen laten leiden door het mogelijk risico en rendement maar hij zal ook kijken naar de effecten op maatschappij en leefomgeving.
Duurzaam beleggen is in het begin van de jaren 80 van de 20e eeuw ontstaan, met name vanuit charitatieve en kerkelijke instellingen. Triodos en ASN Bank waren de eerste banken met duurzame beleggingsfondsen. Vanaf circa 2000 hebben ook grote institutionele beleggers en beleggingsfondsen er belangstelling voor gekregen. 

## Methode
Duurzaam beleggen gaat in feite volgens dezelfde methode als "normaal" beleggen, doch er vindt een extra selectie-slag plaats. De ondernemingen waarin belegd zou kunnen worden, worden geselecteerd op duurzaamheidscriteria. Bij de selectie van ondernemingen waarin volgens deze aanpak belegd wordt zijn twee richtingen te onderscheiden: uitsluiting van bepaalde (typen van) ondernemingen (aangeduid als negative approach), of het selecteren van de beste ondernemingen van een bepaalde categorie (aangeduid als best in class). (Een combinatie van beide methoden komt ook voor.)
Bij een negative approach wordt bijvoorbeeld niet belegd in aandelen van ondernemingen in de wapen-, tabak en alcoholindustrie. (In de Verenigde Staten is op dit terrein de combinatie "alcohol, tabacco and gambling" niet ongebruikelijk.)
Bij de best in class-methode worden geen sectoren op voorhand uitgesloten, doch wordt binnen elke sector (bijvoorbeeld banken, chemie, detailhandel, nutsbedrijven) gekeken hoe de individuele ondernemingen scoren op criteria als milieubeleid, arbeidsvoorwaarden, personeelsbeleid, transparantie en dergelijke. (Daarmee worden "appels-en-peren"-vergelijkingen voorkomen: voor een bank is het eenvoudiger om goed te scoren op het gebied van milieubeleid dan voor een chemische fabriek.) Op basis van deze waarderingscijfers worden vervolgens de best scorende ondernemingen geselecteerd. Ten opzichte van de oorspronkelijke "collectie" (in het jargon: het universum) vormt dit een inperking: indien het complete universum 1000 ondernemingen bevat, zullen hiervan bijvoorbeeld 200 ondernemingen overblijven, Hierin kan dan door de vermogensbeheerder worden belegd.
Welke aspecten in deze waardering worden betrokken, en hoe de onderlinge afweging plaatsvindt, is uiteraard een zaak waarbij subjectieve factoren een rol spelen. Ook culturele aspecten zijn van belang.
De vrijheid die de vermogensbeheerder daarbij heeft wordt op de normale wijze vastgelegd in de overeenkomst die hij met zijn opdrachtgever heeft (of in het prospectus, in het geval van een beleggingsfonds). De rapportage vindt op dezelfde wijze plaats, met dien verstande dat apart aandacht wordt besteed aan de financiële gevolgen van het hanteren van die duurzaamheidscriteria. Het traceren daarvan is evenwel vaak niet eenvoudig.

## Benchmarks
Het selectieproces zoals hierboven beschreven is tamelijk specialistisch en tijdrovend. Om niet "het wiel te hoeven uitvinden", plegen vermogensbeheerders dit vaak uit te besteden aan daarin gespecialiseerde ondernemingen. Deze publiceren maatstaven (benchmarks) die ondernemingen vergelijken. De meest gebruikte benchmarks voor duurzame beleggingsfondsen zijn:
- de FTSE4Good index
- de Dow Jones Sustainability index

FTSE4Good legt bedrijven tegen een absolute maatlat, om in deze index opgenomen te worden moeten bedrijven voldoen aan wereldwijd erkende standaarden voor verantwoord ondernemen.
De Dow Jones Sustainability index werd in 1999 geïntroduceerd en gebruikt de zogenaamde best-of-sector-methode. Het is een indexering van internationaal toonaangevende ondernemingen die duurzaamheid centraal hebben gesteld in hun beleid. De index beoogt beleggers betrouwbare en objectieve vergelijkingscijfers te geven.
Een bekende lijst is verder de Fortune Global 50+, een rangschikking naar maatschappelijk verantwoord ondernemen, inclusief de betrokkenheid van stakeholders en de verantwoordingsstructuur.

## Maatschappelijke effecten en winst
Hoewel het bredere effect van duurzaam beleggen moeilijk is vast te stellen, heeft het vermoedelijk wel bijgedragen aan een toegenomen aandacht voor de effecten van ondernemen op de maatschappij. Duurzaam beleggen leek in 2007 uit de "geitenwollensokkensfeer" te zijn verdwenen.
Of duurzaam beleggen per definitie tot lagere winsten leidt blijft een kwestie van onderzoek. De stelling wordt verkondigd dat een onderneming die ten aanzien van duurzaamheidscriteria gunstig scoort, tevens een goed geleide onderneming zal zijn die op de langere termijn financieel niet voor de gemiddelde onderneming hoeft onder te doen.
Toch wordt duurzaam beleggen door sommigen in vraag gesteld. Volgens Tariq Fancy, voormalig directeur-investeringen bij vermogensbeheerder BlackRock, is duurzaam beleggen ondoelmatig, en komt het in vele gevallen neer op greenwashing.

## Europa
Op Europees niveau geldt, in het kader van het ESG-initiatief, de EU-verordening 2019/2088 van 27 november 2019 die op 10 maart 2021 inging.

## Nederland
Anno 2007 boden diverse Nederlandse banken beleggingsfondsen aan die volgens deze methode werken, en hadden diverse Nederlandse institutionele beleggers een (bescheiden) deel van hun vermogen volgens duurzaamheidscriteria belegd. Hoewel de klant bij de meeste banken eerst specifiek dient te kiezen voor een duurzaam beleggingsfonds, bestaan er in Nederland ook banken zoals Triodos Bank en ASN Bank die enkel en alleen investeren in duurzame activiteiten en ondernemingen.

### Pensioenfondsen
Het thema ‘verantwoord beleggen’ is al geruime tijd onder de aandacht van pensioenfondsen. De mate waarin verschilt nog van fonds tot fonds. Een uitzending van het Nederlandse televisieprogramma Zembla maakte op 18 maart 2007 duidelijk dat pensioenfondsen investeren in zaken die maatschappelijk gevoelig liggen. Het ging om clusterbommen, landmijnen, kinderarbeid en milieuvervuilende industrieën. De pensioensector aarzelde geen moment en plaatste het thema bovenaan de agenda. Als resultaat publiceerden de gezamenlijke pensioenkoepels in het najaar van 2007 een uitgebreide handleiding waarmee pensioenfondsen een verantwoord beleid kunnen opstellen en implementeren. Een aantal Nederlandse pensioenfondsen had al eerder concrete stappen ondernomen, zowel in de herschikking van beleggingen als in de transparantie daarover.
Sinds het uitkomen van de Zembla-documentaire doet de Vereniging van Beleggers voor Duurzame Ontwikkeling jaarlijks een benchmarkstudie naar het duurzaam beleggingsbeleid van de 50 grootste Nederlandse pensioenfondsen.

### Omvang
De omvang van duurzaam beleggen groeide in Nederland in 2009 met 17,6% tot 16,8 miljard euro. Het marktaandeel duurzaam sparen en beleggen is in Nederland daarmee gestegen van 4,3% naar 4,4%.

### Belastingvoordeel
Sparen bij een groenbank en beleggen in aandelen van een groenfonds worden fiscaal gestimuleerd via de inkomstenbelasting, zie groene belegging.

## België
De Belgische toezichthouder FSMA publiceerde op 9 maart 2021 de nieuwe richtlijnen, waarbij enkel nog zogenoemde "artikel 9-fondsen", de hoogste categorie, zich nog duurzame beleggingen mogen noemen.